# یک داستان ساده
یک داستان ساده (فرانسوی: Une histoire simple‎) فیلمی در ژانر درام به کارگردانی کلود سوته است که در سال ۱۹۷۸ منتشر شد. از بازیگران آن می‌توان به رومی اشنایدر، برونو کرمر، کلود براسر و اوا دارلان اشاره کرد.
این فیلم نامزد جایزه اسکار بهترین فیلم خارجی‌زبان در پنجاه و دومین دوره جوایز اسکار بود اما آن را به‌دست نیاورد.

## خلاصه فیلم
یک زن مطلقه ۳۸ ساله، که اکنون معشوقی برای خود دارد، تصمیم می‌گیرد او را ترک کرده، فرزندش را سقط کرده و نزد همسر سابق خود بازگردد و...